# Adel Shams El Din
 (novembre 2013).
Adel Shams El Din, (1950, Alexandrie - ) est un percussionniste traditionnel d'origine égyptienne résidant en France. Il joue essentiellement du riqq, un tambourin arabe classique.
Il est initié aux percussions par son grand frère Shams puis par Fathi Gunayd. Il poursuit en parallèle une carrière d'ingénieur qu'il abandonnera finalement…
Il fait ses débuts professionnels en 1970 à la radio d'Alexandrie. Arrivé en France en 1979, il s'intègre très vite dans divers ensembles de musiques orientales, dont l’Ensemble Al-Kindî, dont il est l'un des fondateurs. Il a également joué avec Wadii Assafi, Lotfi Bouchnak, Sabri Moudallal, Adib Dayikh et Hamza Shakûr, mais aussi Jean Michel Jarre, Michel Sanchez, Zakir Hussein. 
Considéré comme l'un des rares joueurs de riqq qui maîtrisent les rythmes arabes les plus complexes, il a enregistré plus d'une quarantaine d'albums. 
Depuis 2013 il joue, entre autres, avec le luthiste, compositeur et musicologue égyptien Tarek Abdallah.  

## Discographie
- Quarante Rythmes Du Moyen-Orient (Buda Musique 2005)
- Wasla, suites musicales égyptiennes - Tarek Abdallah et Adel Shams El Din (Buda Musique 2015)
- Avec Al-Kîndi